# Aleksej Pokuševski
Aleksej Pokuševski (serbisch-kyrillisch Алексеј Покушевски; * 26. Dezember 2001 in Belgrad) ist ein serbischer Basketballspieler. Pokuševski ist 2,13 Meter groß und wird als Centerspieler eingesetzt. Er wurde im NBA-Draftverfahren 2020 von den Minnesota Timberwolves in der ersten Runde an 17. Stelle ausgewählt und gleich an Oklahoma City abgegeben.

## Laufbahn
Pokuševskis Familie verließ im Jahr 1999 die Stadt Pristina aufgrund des Kosovokrieges und zog erst nach Podgorica, 2001 dann nach Belgrad. Als er rund ein Jahr war, ließ sich die Familie in Novi Sad nieder. Dort begann Pokuševski, dessen Vater Trainer war, seine Basketballlaufbahn im Alter von sechs Jahren. Im Alter von 13 Jahren wechselte Pokuševski zu Olympiakos Piräus nach Griechenland. In der Saison 2018/19 kam er zu ersten Einsätzen in der Herrenmannschaft Piräus'. Pokuševski ist auf den Positionen zwei bis fünf einsetzbar, ihn zeichnen ein sicherer Wurf, eine gute Körperbeherrschung sowie umfassende technische Fertigkeiten aus. Beim NBA-Draftverfahren 2020 wählten ihn die Minnesota Timberwolves an 17. Stelle aus, hatten sich aber vorher mit den Oklahoma City Thunder auf einen Tausch geeinigt, in dessen Rahmen Pokuševski in Oklahoma City landete. Im Dezember 2020 stattete Oklahoma City den Serben mit einem Vertrag aus.
Er spielte bis Februar 2024 für Oklahoma City. Insgesamt bestritt er 150 NBA-Spiele für die Mannschaft. Nach der Trennung nahmen die Charlotte Hornets ihn wenige Tage später unter Vertrag. Im Sommer 2024 verlor Pokuševski seinen Platz in Charlottes Aufgebot. Er kehrte anschließend in seine Geburtsstadt Belgrad zurück und wurde Spieler von KK Partizan. 2025 wurde er mit der Mannschaft Meister der Adriatischen Basketballliga.

### Nationalmannschaft
Im Sommer 2018 nahm er mit Serbiens Nationalmannschaften an der U17-Weltmeisterschaft und im Sommer 2019 an der U18-Europameisterschaft teil.

## Karriere-Statistiken

### NBA

#### Hauptrunde
| Saison  | Team          | GP  | GS | MPG  | FG % | 3P % | FT % | RPG | APG | SPG | BPG | PPG |
| ------- | ------------- | --- | -- | ---- | ---- | ---- | ---- | --- | --- | --- | --- | --- |
| 2020–21 | Oklahoma City | 45  | 28 | 24.2 | .341 | .280 | .738 | 4.7 | 2.2 | 0.4 | 0.9 | 8.2 |
| 2021–22 | Oklahoma City | 61  | 12 | 20.2 | .408 | .289 | .700 | 5.2 | 2.1 | 0.6 | 0.6 | 7.6 |
| 2022–23 | Oklahoma City | 34  | 25 | 20.6 | .434 | .365 | .629 | 4.7 | 1.9 | 0.6 | 1.3 | 8.1 |
| 2023–24 | Oklahoma City | 28  | 0  | 14.5 | .405 | .327 | .732 | 3.2 | 1.3 | 0.5 | 0.5 | 5.2 |
| Gesamt  | Gesamt        | 168 | 65 | 20.4 | .391 | .304 | .702 | 4.6 | 1.9 | 0.6 | 0.8 | 7.5 |